# LaGG–3
A LaGG–3 második világháborús szovjet vadászrepülőgép. Ez a repülőgép a LaGG–1 továbbfejlesztett változataként a Szovjet Légierő egyik legkorszerűbb vadászgépe volt az 1941. évi német invázió idején.

## Tervezés és fejlesztés
A LaGG–3 prototípusát, az I–301 jelű repülőgépet Szemjon Lavocskin, Vlagyimir Gorbunov és Mihail Gudkov  tervezte. A sorozatban gyártott gép típusjele LaGG–3 lett. A sárkány túlnyomórészt fából készült, a legkritikusabb részeket bakelit lakkal kezelték. Ez az új rétegelt lemez szerkezet a közönséges fánál sokkal tartósabb volt, nem volt gyúlékony és korhadásra hajlamos. Ezzel szemben sokkal súlyosabb volt és a pilóták gyakran élcelődtek a tervezők neveinek LaGG betűszavát (Lavocskin,  Gorbunov és Gudkov) Lakirovannij Garantyirovannij Grob (lakkozott garantált koporsó -  лакированный гарантированный гроб) értelemben használták. A teljesen faszerkezetű szárny a Jak–1 vadászgépéhez volt hasonló, az egyetlen különbség, hogy a LaGG szárnya két részből állt. A törzs a MiG–3 szerkezetével volt azonos. A LAGG fegyverzete azonban félelmetes volt: egy nagy kaliberű BK gépágyúból állt, mely a "V" elrendezésű motor hengerei között kapott helyet és két szinkronizált SKASZ géppuskából. Ennélfogva a másodpercenként kilőtt lőszer tömege 2,65 kg/s volt, ezzel megelőzte nemcsak a az összes sorozatban gyártott szovjet vadászgépet, hanem a Messerschmitt Bf 109 1941-es változatát is.

## Szolgálatban
A LaGG–3 gyorsan felváltotta elődjét, a LaGG–1-et, bár az új vadászgép túlságosan nehéz volt motorjának teljesítményéhez képest. A tervezők eredetileg a prototípushoz az erős Klimov M–106 motort szánták, azonban ez a motor megbízhatatlannak bizonyult, ezért a viszonylag kisebb teljesítményű Klimov M–105P típust voltak kénytelenek beépíteni. Ennek következtében a LaGG túlságosan lassú lett, legnagyobb sebessége csak a 474 km/h értéket érte el, emelkedési sebessége földközelben pedig csak 8,5 m/s lett. A repülőgépet nehéz volt irányítani, mivel a botkormány a mozdulatokra túlságosan lökésszerűen reagált. Különösen nehéz volt kivenni a gépet zuhanórepülésből: ha túlságosan erősen húzták meg a botkormányt, a gép hajlamos volt dugóhúzóba esni. Éles fordulókat is nehéz volt végrehajtani a repülőgéppel. 
A sokkal erősebb hajtómű kevés eredményt hozott a gép teljesítményében, az egyetlen járható útnak a sárkány könnyítése látszott. A LaGG tervezői csapat újra megvizsgálta a szerkezetet és amennyit csak lehetett, lefaragtak róla. Rögzített orrsegédszárnyat építettek be az emelkedési és fordulékonysági jellemzők javítása céljából és könnyebb fegyverzettel szerelték fel. Ezek ellenére a módosítások kevés eredményt hoztak és a megfelelő hajtómű hiányában a LaGG–3 vadászgépet a bizottság hadrendbe állításra alkalmasnak nyilvánította, de teljesítménye lényegesen elmaradt a Messerschmitt Bf 109 versenytárstól.
Később 1941-ben a LaGG–3 új fegyverzet változatokkal jelent meg, és belső oldalkormány ellensúlyokkal és a téli üzemhez behúzható sítalpakkal, behúzható farokkerékkel és szárny alatti ledobható üzemanyagtartállyal szerelték fel. Az eredmény még mindig nem volt kielégítő. A könnyebb sárkány és a feltöltött motor ellenére a LaGG–3 alulmotorizált maradt.
A LaGG–3 a pilóták között népszerűtlen volt. Néhány frontra került példány sebessége 40 km/h értékkel elmaradt a névlegestől és egyes példányok repülésre alkalmatlanok voltak. Szolgálatban a repülőgép legnagyobb előnye erős sárkánya volt. A rétegelt lemez szerkezet ugyan nem volt gyúlékony, de ha robbanó lövedékek találták el, szilánkosan tört.
A LaGG–3 vadászgépet az összesen 6258 példány legyártása során folyamatosan korszerűsítették, 66 kisebb változtatást hajtottak végre. A Svecov M–82 csillagmotor beépítésére irányuló kísérletek végül megoldották a hajtás teljesítményhiányának problémáját és a korszerűbb Lavocskin La–5 kifejlesztéséhez vezetett.
A szovjet pilóták nem szerették ezt a repülőgépet. Viktor M. Szinajszkij így nyilatkozott: "Kellemetlen szerkezet volt! A LaGG–3 repülésre előkészítése hosszabb időt vett igénybe más típusokkal összevetve. Az összes hengert szinkronizálni kellett: az isten megbüntetett, ha a gáz elosztó kart elmozdítottad! Szigorúan meg volt tiltva, hogy a motorhoz nyúljunk! De állandó probléma volt a vízhűtéssel is télen, különösen mivel hiányzott a fagyálló folyadék. Nem lehetett a motort járatni egész éjjel, ezért reggel forró vízzel kellett feltölteni a hűtőrendszert. Ezen túlmenően a pilóták nem szerették a LaGG–3 gépeket repülni: súlyos vadállat volt gyenge M–105 motorral. Sőt, a LaGG–3 veszteségei magasabbak voltak az I–16 gépeknél is."
Ennek ellenére néhány szovjet pilóta sztár is lett LaGG–3 gépet repülve. G. I. Grigorjev a 178. IAP pilótája legalább 11 légigyőzelmet igazolt és két megosztottat, de az 1941. novemberben és decemberben a repülőgépéről készített fényképeken 15 csillag látható, így valószínűleg találatainak száma is nagyobb lehetett.

## Változatok
- Gorbunov 105 – Csökkentett tömegű LaGG–3 növelt motorteljesítménnyel és javított kilátással hátrafelé, melyet a törzs hátsó részének kisebb keresztmetszete tett lehetővé. Csak az olyan újabb repülőgépek, mint a La–5 múlták felül.
- LaGG–3IT – A 66-os sorozatú LaGG–3 NSZ–37 gépágyúval felszerelt változata.

## Üzemeltetők
Finnország
- Finn Légierő -  Három zsákmányolt gépet repült.[6]

 Harmadik Birodalom
- Luftwaffe (Wehrmacht) - Zsákmányolt gépeket használt tesztelésre. Egy zsákmányolt példány egy propaganda filmben szerepelt 1943-ban.[7]

 Japán
- Japán Birodalmi Hadsereg Légi szolgálata - Egyetlen zsákmányolt repülőgépet használt kipróbálásra.[8]

 Szovjetunió
- Szovjet Légierő

## Műszaki adatok (LaGG-3 66-os sorozat)[9]
- Személyzet: 1 fő

### Méretek
- Hossz: 8,81 m
- Fesztáv: 9,80 m
- Magasság: 2,54 m
- Szárnyfelület: 17,4 m²

### Tömeg
- Üres tömeg: 2205 kg
- Teljes tömeg: 2620 kg
- Legnagyobb felszálló tömeg: 3190 kg

### Hajtómű
- Típusa: Klimov M–105PF folyadékhűtésű, V12 hengerelrendezésű motor
- Teljesítmény: 924 kW (1260 LE)

### Repülési teljesítmények
- Legnagyobb sebesség: 575 km/h
- Hatótáv: 1000 km
- Magasság: 9700 m
- Emelkedési sebesség: 14,9 m/s
- Felületi terhelés: 150 kg/m²
- Teljesítmény/tömeg: 350 W/kg

### Fegyverzet
- 2× 12.7 mm Berezin BS géppuska
- 1× 20 mm SVAK gépágyú
- 6× RSZ–82 vagy RS–132 rakéta legföljebb 200 kg össztömeggel

## Fordítás
- Ez a szócikk részben vagy egészben  a   Lavochkin-Gorbunov-Gudkov LaGG-3 című angol Wikipédia-szócikk ezen változatának fordításán alapul.  Az eredeti cikk szerkesztőit annak laptörténete sorolja fel. Ez a jelzés csupán a megfogalmazás eredetét és a szerzői jogokat jelzi, nem szolgál a cikkben szereplő információk forrásmegjelöléseként.

## Külső hivatkozások
- Ugolok nyeba